# أبيض وأسود (مجلة)
أبيض وأسود هي مجلة عربية مستقلة عن الثقافة السياسية الأسبوعية نشرت في دمشق، سوريا. المجلة مملوكة للقطاع الخاص. 

## الملف الشخصي
أسست المجلة في أوائل عام 2001. وتم منح ترخيص النشر في عام 2002، وهي أول مجلة أسبوعية سياسية مستقلة في سوريا. وصدر العدد الأول في 22 تموز / يوليه 2002. والمجلة التي يوجد مقرها في دمشق هي نشرة خاصة مملوكة للقطاع الخاص. بلال تركماني، ابن وزير الدفاع السابق حسن تركماني، هو مالك أبيض وأسود. 
تتبنى المجلة موقفا حاسما تجاه أنشطة الحكومة السورية وتتضمن مقالات موجهة نحو الإصلاح. على سبيل المثال، انتقدت المجلة وزارة الخارجية السورية في عام 2003 لعدم حضورها الدورة الاستثنائية لمجلس الأمن التي تم خلالها التصويت على قرار مجلس الأمن الدولي رقم 1483 بشأن إنهاء العقوبات المفروضة على العراق. وأضافت أن وزارة الخارجية والهيئات الحكومية الأخرى ليس لديها دينامية ومرونة. 
مجلة أبيض وأسود سياسية اقتصادية ثقافية، تصدر كل أحد، هي الآن في عامها الثامن (العدد 341)، سعر النسخة ثلاثون ليرة. وهي حائزة على الدرع التقديري للمركز السوري للإعلام وحرية التعبير.